# Giacomo Tedesco
Giacomo Tedesco (Palermo, Italia, 1 de febrero de 1976) es un exfutbolista y entrenador italiano.

## Clubes

### Como jugador
| Club            | País   | Año       |
| --------------- | ------ | --------- |
| Palermo         | Italia | 1994-1997 |
| Salernitana     | Italia | 1997-2000 |
| Napoli (cedido) | Italia | 2000-2001 |
| Salernitana     | Italia | 2001-2003 |
| Cosenza         | Italia | 2003      |
| Reggina         | Italia | 2003-2007 |
| Catania         | Italia | 2007-2009 |
| Bologna         | Italia | 2009-2010 |
| Reggina         | Italia | 2010-2011 |
| Trapani         | Italia | 2011-2013 |

### Como entrenador
| Club              | País   | Año       |
| ----------------- | ------ | --------- |
| Reggina (juvenil) | Italia | 2014-2015 |
| Reggina           | Italia | 2015      |
| Igea Virtus       | Italia | 2018-2019 |

## Biografía
Su hermano, Giovanni Tedesco, también es un exjugador y entrenador. Ambos jugaron juntos durante la temporada 1997-98 en el Salernitana.